# Ayiman Suroor Al-Maawali
Aiyaman Suroor Al-Maawali (25 aprile 1980) è un ex calciatore omanita, di ruolo centrocampista.

## Carriera

### Club
Ha sempre giocato nel campionato omanita.

### Nazionale
Con la nazionale ha giocato la Coppa d'Asia 2004.